# Stazione di Sindia
La stazione di Sindia è una stazione ferroviaria presente nel comune di Sindia, posta lungo la linea Macomer-Bosa, utilizzata esclusivamente per i servizi turistici legati al Trenino Verde.

## Storia
L'impianto nacque nell'ultima parte dell'Ottocento in coincidenza con la fase di realizzazione della ferrovia a scartamento ridotto tra Bosa e Macomer portata avanti dalla Strade Ferrate Secondarie della Sardegna: l'inaugurazione di linea e stazione è datata 26 dicembre 1888, e le SFSS furono anche il primo gestore dello scalo posto nell'abitato di Sindia.

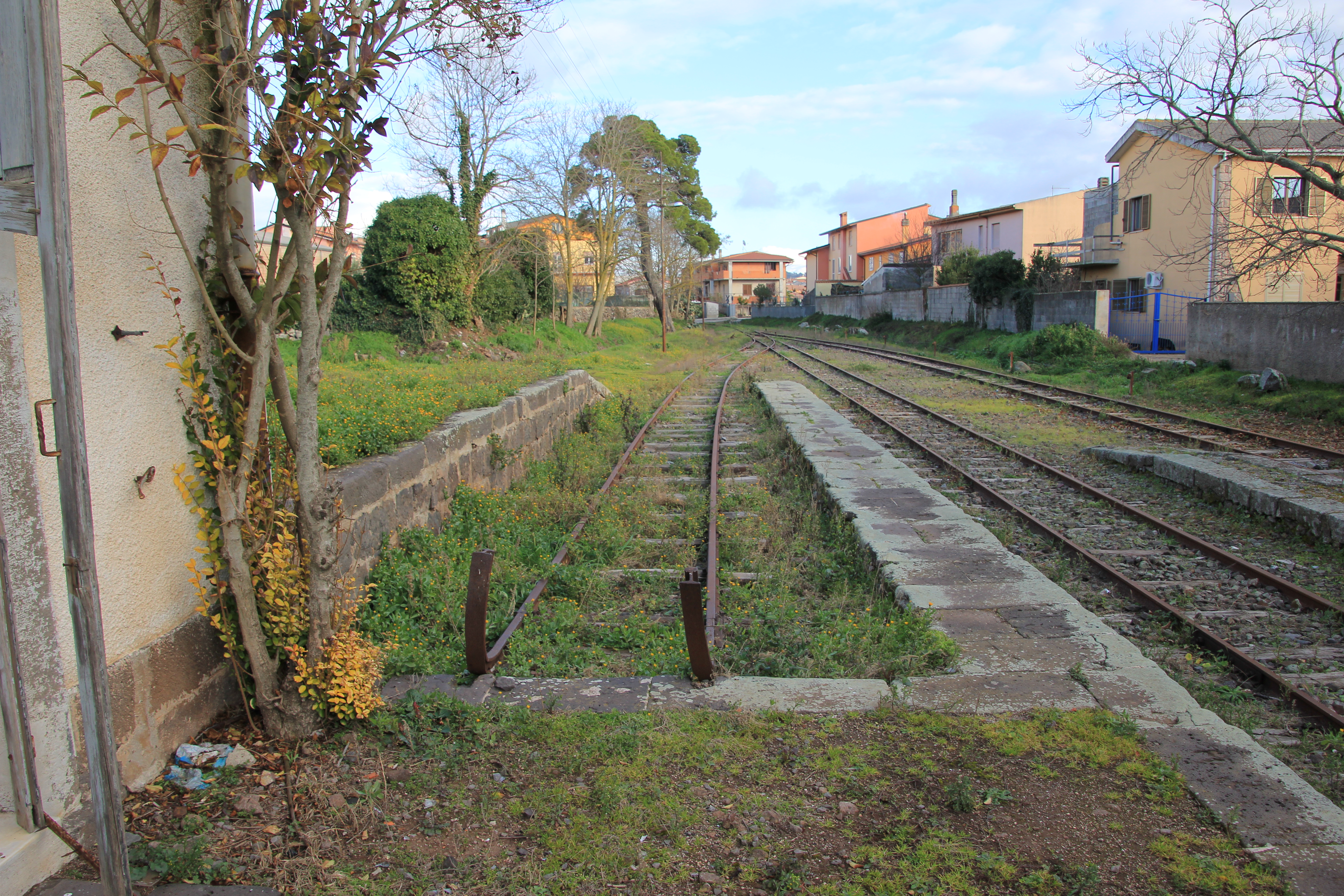
Il tronchino dell'ex scalo merci della stazione: dal 1997 nell'impianto sono ricevuti esclusivamente treni turistici

Successivamente l'impianto passò alla gestione delle Ferrovie Complementari della Sardegna nel 1921 e alle Ferrovie della Sardegna nel 1989: sotto quest'ultima gestione nella stazione cessò la regolare attività a partire dal 16 giugno 1997, data di destinazione dell'intera Macomer-Bosa a esclusivo uso turistico. Da allora l'impianto, passato nel 2010 all'ARST, viene utilizzato per le corse del Trenino Verde, effettuate principalmente in periodo estivo.

## Strutture e impianti

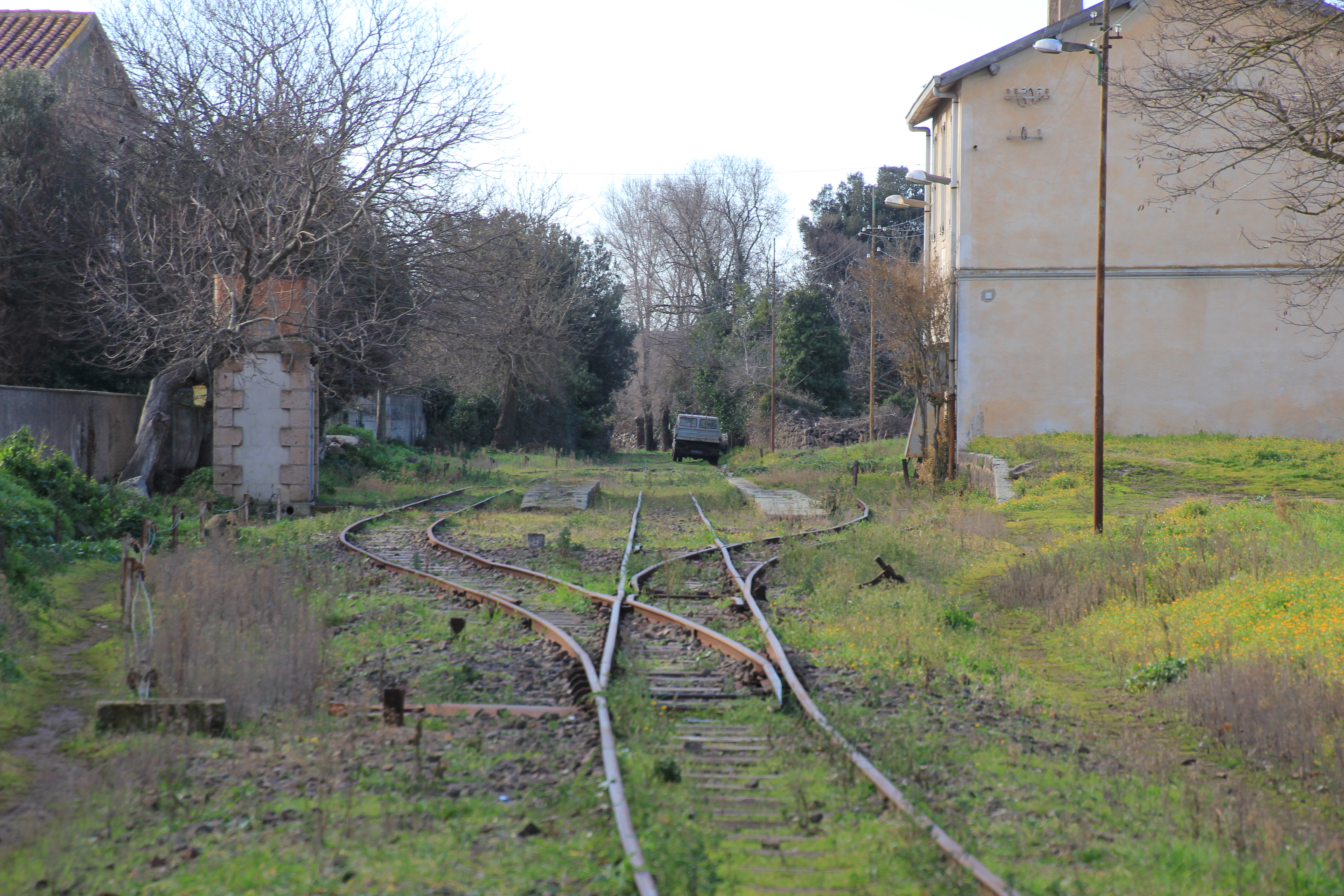
L'interno della stazione: da sinistra a destra visibili il rifornitore idrico, il binario di incrocio, quello di corsa, il tronchino merci ed il fabbricato viaggiatori

Quello di Sindia è uno scalo con configurazione di stazione passante, dotato complessivamente di tre binari a scartamento da 950 mm. Il primo di essi è il binario di corsa, che assieme al secondo (passante) è utilizzabile per il ricevimento dei treni viaggiatori: ciascuno di essi è servito da una banchina, di cui una posta nell'interbinario. Dal binario uno ha inoltre origine un tronchino terminante nell'area del dismesso scalo merci dell'impianto, composto anche da un piano caricatore, originariamente sormontato da una tettoia. Nell'area è inoltre presente un rifornitore idrico.
La stazione è dotata di un fabbricato viaggiatori (di norma chiuso all'utenza) realizzato secondo i canoni architettonici comuni a molti degli scali SFSS di fine Ottocento: si tratta di una costruzione a pianta rettangolare estesa su due piani, avente tetto a falde in laterizi e tre accessi sul lato binari.

## Movimento
L'impianto dal giugno 1997 è utilizzato esclusivamente per le relazioni turistiche del Trenino Verde, effettuate a partire dal 2010 a cura dell'ARST. Oltre allo svolgimento delle corse effettuate su richiesta dei turisti la stazione è attiva nel periodo compreso tra la primavera e l'autunno in cui vengono espletate relazioni "a calendario".

## Servizi

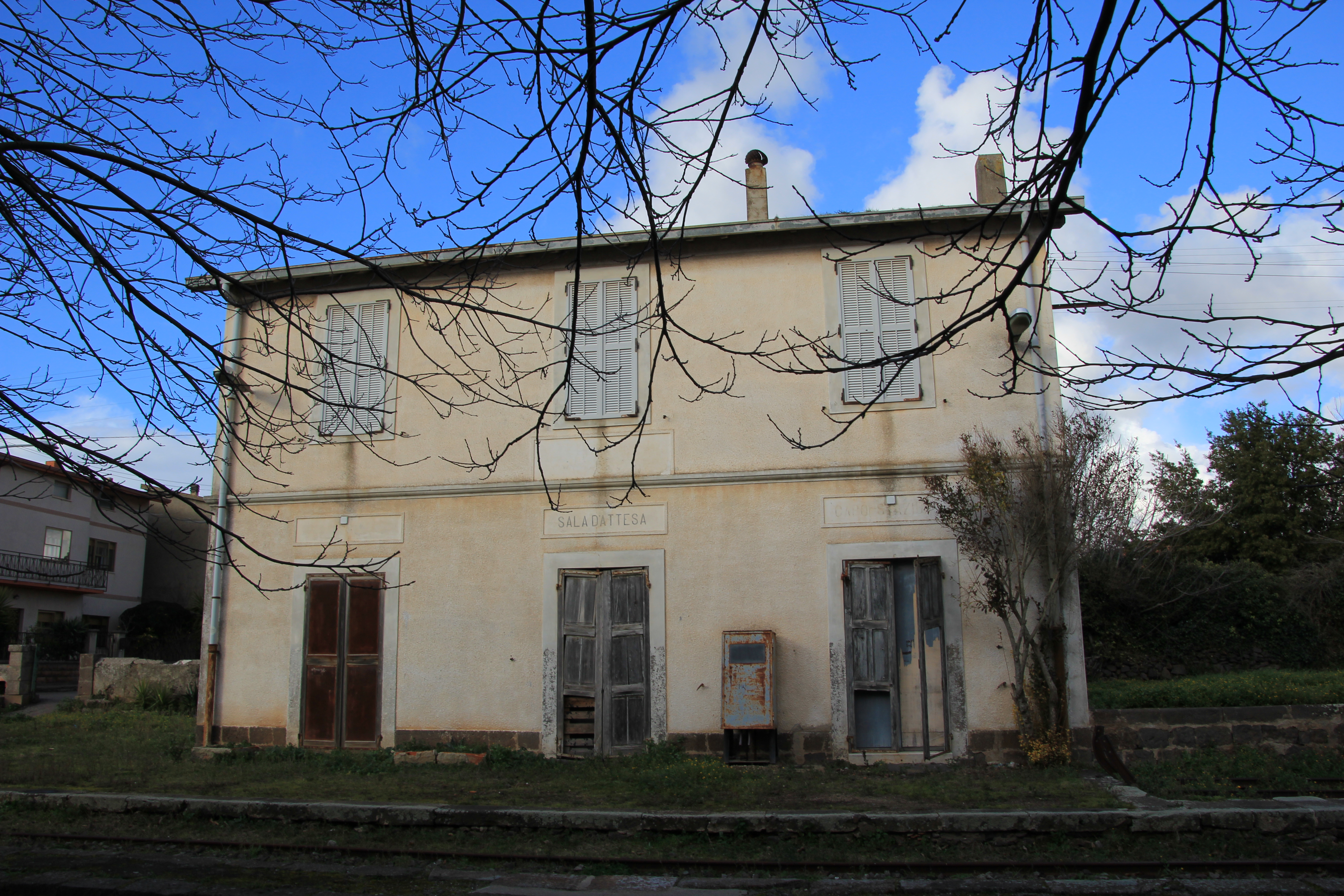
Il fabbricato viaggiatori, in cui è presente la sala d'attesa dell'impianto (chiusa al pubblico)

La stazione dispone di una sala d'attesa e di servizi igienici, che tuttavia sono di norma chiusi al pubblico.